# Гражданский директорат (Сальвадор, 1931)
 Гражданский директорат Республики Эль Сальвадор  (исп.  Directorio cívico de El Salvador) — высший орган государственной власти в Сальвадоре, сформированный военными в ходе переворота 2 декабря 1931 года. Прекратил своё существование через два дня, после передачи власти бывшему вице-президенту страны генералу Максимилиано Эрнандесу Мартинесу.

## История
В 1931 году обстановка в Сальвадоре, испытавшем серьёзные экономические трудности вследствие Великой депрессии и падения цен на кофе, быстро накалялась. После президентских выборов к власти пришёл либерально настроенный инженер Артуро Араухо, при котором экономические положение продолжало ухудшаться, а демонстрации и забастовки, подогреваемые левыми силами, широко распространились по стране. В преддверии муниципальных выборов, которые должны были пройти в январе 1932 года и ещё более подхлестнуть политическую активность, группа молодых офицеров столичного гарнизона совершила военный переворот 2 декабря 1931 года. Для управления страной был создан государственный орган, обычно именуемый в Латинской Америке Правительственной хунтой, но в данном случае получивший название Гражданский директорат, хотя в его составе не было ни одного гражданского лица.
В Директорат вошли три полковника, два капитана, два лейтенанта и пять младших лейтенантов, представлявших все виды вооружённых сил, кроме флота, не участвовавшего в столичных событиях. При этом из 12 членов хунты её воззвание по каким-то причинам подписали только 9 — полковники Осмин Агирре и Хоакин Вальдес, капитан Мануэль Урбина, лейтенанты Хоакин Кастро Канисалес и Карлос Родригес, младшие лейтенанты Мигель Эрнандес Салданья, Хулио Каньяс, Хосе Алонсо Уэсо и Хуан Рамон Муньес.
Как утверждал один из участников переворота, военные не поддерживали никакую политическую партию и были совершенно аполитичны, но курс Артуро Араухо казался им губительным для страны. Члены Директората намеревались со временем передать власть доктору Эметерио Оскару Салазару, однако в ситуацию вмешался посол США Кёртис. Он угрозами заставил военных передать власть свергнутому вице-президенту генералу М. Эрнандесу Мартинесу, против которого они были настроены не меньше, чем против Араухо. Не получив поддержку США, Директорат не стал задерживаться у власти и уже 4 декабря передал власть Эрнандесу Мартинесу, хотя первоначально было оговорено, что тот вступит в должность 14 декабря 1931 года.
Короткое правление Гражданского директората положило конец гражданскому правлению в Сальвадоре и ознаменовало начало полувекового периода военных режимов.

## Состав Гражданского директората
| Порядок | Имя                                                  | Звание            | Принадлежность                  |
| ------- | ---------------------------------------------------- | ----------------- | ------------------------------- |
| 1.      | Хоакин Вальдес Joaquín Valdés                        | полковник         | Национальная гвардия            |
| 2.      | Хуан Висенте Видаль Juan Vicente Vidal               | полковник         | Национальная гвардия            |
| 3.      | Осмин Агирре и Салинас Osmín Aguirre y Salinas       | полковник         | министерство обороны            |
| 4.      | Мануэль Урбина Manuel Urbina                         | капитан           | 1-й пехотный полк               |
| 5.      | Виситасьон Антонио Пачеко Visitación Antonio Pacheco | капитан           | 1-й пехотный полк               |
| 6.      | Хоакин Кастро Канисалес Joaquín Castro Canizales     | лейтенант         | 1-й пехотный полк               |
| 7.      | Карлос Родригес Carlos Rodríguez                     | лейтенант         | 1-й артиллерийский полк         |
| 8.      | Хулио Каньяс Julio Cañas                             | младший лейтенант | 1-й артиллерийский полк         |
| 9.      | Хосе Алонсо Уэсо José Alonso Huezo                   | младший лейтенант | 1-й пулемётный полк, Эль Сапоте |
| 10.     | Мигель Эрнандес Салданья Miguel Hernández Saldaña    | младший лейтенант | 1-й пулемётный полк             |
| 11.     | Эктор Монтальво Héctor Montalvo                      | младший лейтенант | кавалерия                       |
| 12.     | Хуан Рамон Муньес Juan Ramón Muñéz                   | младший лейтенант | военная авиация                 |

.